# Любченко, Павел Алексеевич
Павел Алексеевич Любченко (1895 год — 1954 год) — бригадир колхоза «Ударник второй пятилетки» Чкаловского района Чкаловской области. Герой Социалистического Труда (1948).

## Биография
Родился в 1895 году в крестьянской семье в одном из сельских населённых пунктов современной Днепропетровской области.
В 1910 году вместе с родителями переехал в Оренбургскую губернию. В конце 1920-х годов был одним из организаторов сельскохозяйственной артели (позднее — колхоз «Ударник второй пятилетки»). Трудился рядовым колхозником, бригадиром полеводческой бригады.
В 1947 году бригада Павла Любченко собрала в среднем с каждого гектара по 30 центнеров ржи с участка площадью 25 гектаров. Указом Президиума Верховного Совета СССР от 3 апреля 1948 года «за получение высоких урожаев пшеницы и ржи при выполнении колхозом обязательных поставок и натуроплаты за работу МТС в 1947 году и обеспеченности семенами зерновых культур для весеннего сева 1948 года» удостоен звания Героя Социалистического Труда с вручением Ордена Ленина и золотой медали Серп и Молот.
Скончался в 1954 году. Похоронен на хуторе Чулошников Оренбургского района.